# Nahr al-Kalb

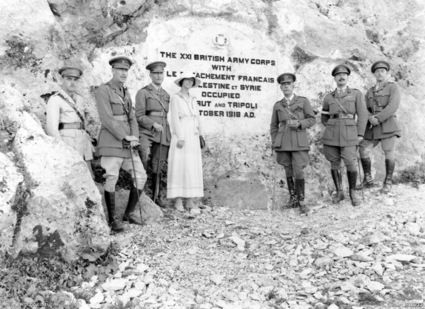
El general Harry Chauvel y esposa, delante de la inscripción que conmemora la ocupación de Beirut y Trípoli en octubre de 1918.

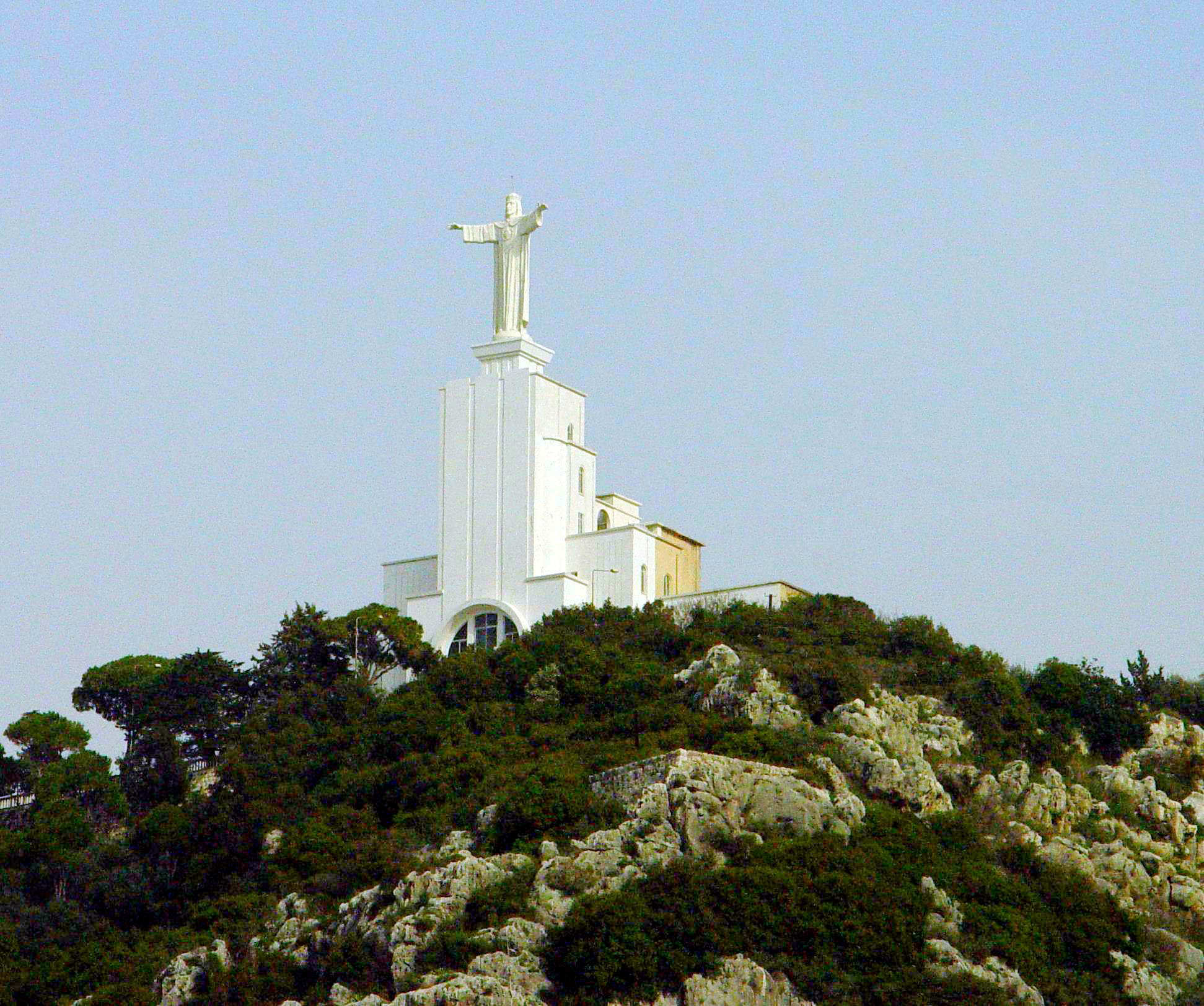
Cristo Rey dominando la cuenca del río.

Nahr al-Kalb, Nahr el-Kalb o río Lycos en la antigüedad (en árabe نهر الكلب, que significa "Río del perro") es un río en el Líbano. Recorre 31 km  desde su nacimiento a baja altitud en Jeita cerca de la Gruta de Jeita recibiendo afluencias estacionales de torrentes nacidos corriente arriba en el Monte Líbano, hasta su desembocadura en el Mar Mediterráneo, a unos 30 km al norte de Beirut. El río está casi seco en verano.

## Yacimiento e inscripciones

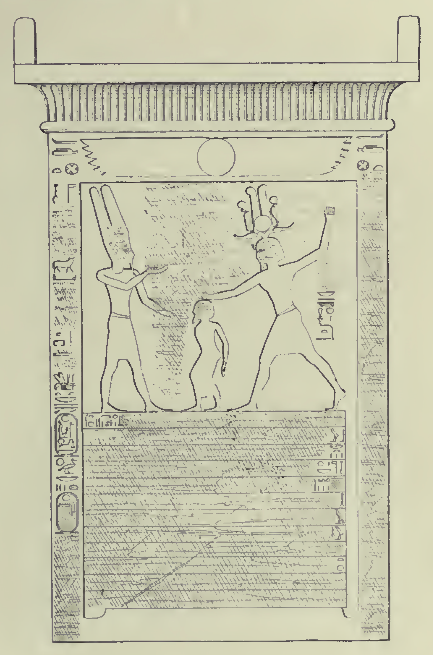
Dibujo de 1922 de una estela del Antiguo Egipto.

El valle de Nahr el-Kelb y los sitios arqueológicos que contiene están clasificados en la Lista indicativa del Patrimonio Mundial de la UNESCO.
Nahr al-Kalb es famoso porque en el pasado, antiguos generales y conquistadores tradicionalmente construyeron monumentos conmemorativos en su desembocadura, conocidos como estelas conmemorativas de Nahr al-Kalb. Estas estelas representan la historia del Líbano desde el siglo XIV a. C. hasta hoy, a través de las inscripciones dejadas por la sucesión de ejércitos faraónicos, asirios-babilónicos, griegos, romanos, árabes, franceses e ingleses.
Río arriba, en las estribaciones del Monte Sannine, a una altitud de 1500 m, se encuentra el sitio de Qalaat Faqra que contiene restos de templos y altares romanos y un basílica protobizantina.